# Юлий Непот
Ю́лий Не́пот (лат. Iulius Nepos; около 430—480) — предпоследний император Западной Римской империи в 474—475 (480) годах.
Непот владел Далмацией, доставшейся ему по наследству от его дяди, патриция Марцеллина. В июне 474 года он стал императором Запада, низложив Глицерия. Однако правление Непота не продлилось долго; в августе 475 года он был вынужден вернуться в Далмацию из-за мятежа военного магистра Ореста, объявившего императором своего сына, Ромула Августа. В сентябре 476 года в Италии к власти пришёл варвар Одоакр, который казнил Ореста, сослал Ромула и установил полный контроль над страной. Формально Непот был признан в качестве законного императора Одоакром и Восточной Римской империей, но в действительности его власть не распространялась за пределы Далмации. Когда в 480 году Непот был убит, восточный император Зенон отказался назначать ему преемника, положив конец Западной Римской империи.

## Биография

### Восхождение на престол

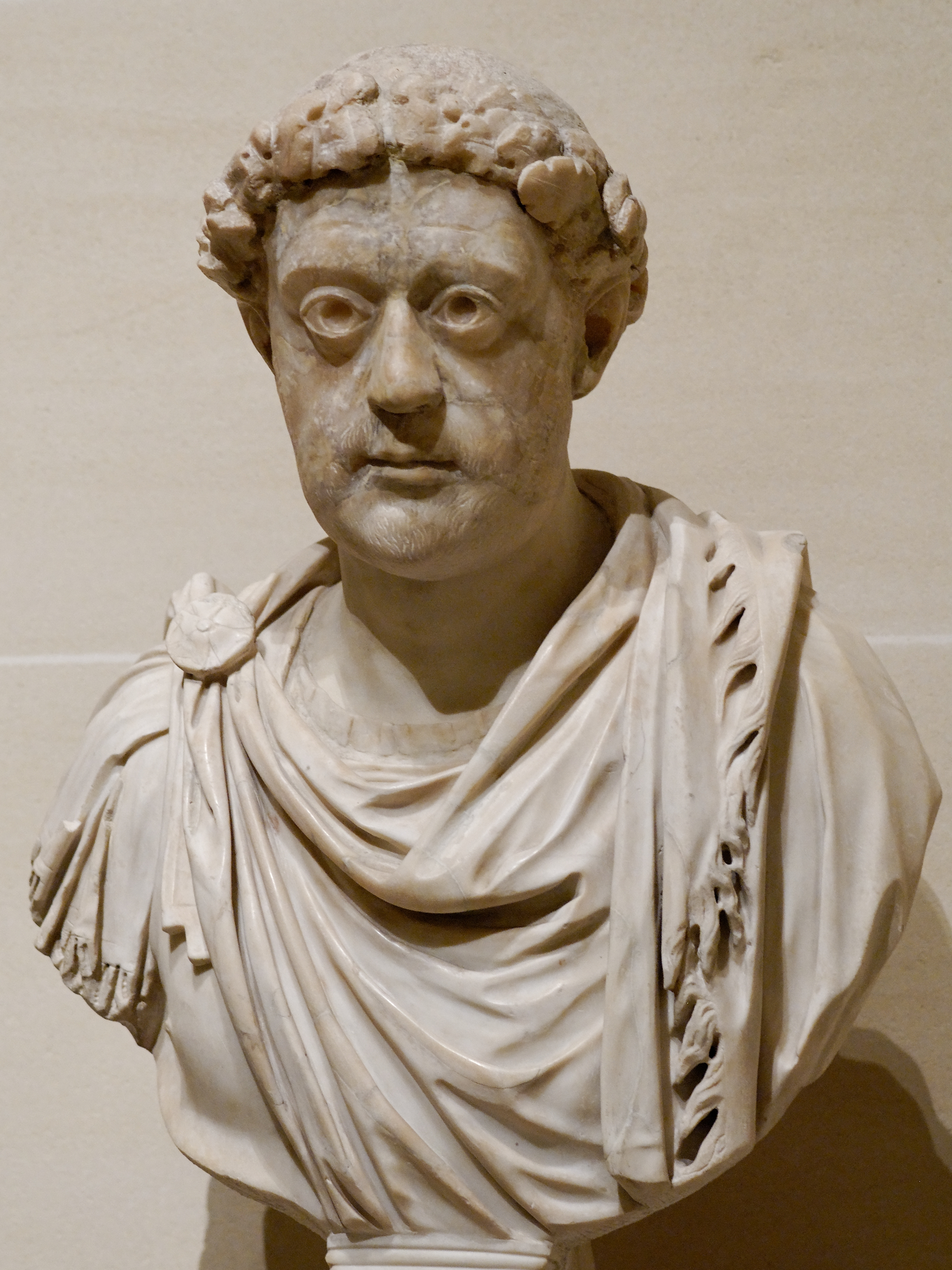
Бюст Льва I

Юлий Непот принадлежал к знатному роду, связанному с виднейшими семьями Далмации. Дата его рождения неизвестна; исходя из портретов Непота на монетах предполагается, что на момент прихода к власти ему было около сорока лет. Считается, что он был сыном военачальника Непоциана, но некоторые исследователи, в том числе Р. У. Бёрджесс, отвергают эту гипотезу, основанную на сообщении Иордана. По словам Бёрджесса, отец Непота и военачальник Непоциан были разными людьми. Матерью Непота была сестра правителя Далмации Марцеллина. Он женился на племяннице Элии Верины, супруги императора Льва I. После убийства Марцеллина в 468 году Непот унаследовал от него власть над Далмацией и звание военного магистра.
После смертей Антемия и Олибрия в 472 году восточный император Лев стал единственным императором, получив право выбрать себе нового соправителя на Западе. Он долго медлил с избранием западного коллеги, возможно, помня о том, что случилось с Антемием, или не имея подходящего кандидата. Тем временем в марте 473 года императором при поддержке полководца Гундобада стал комит доместиков Глицерий. В конце того же года Лев даровал Непоту титул патриция и отправил его во главе армии против Глицерия. Вполне возможно, что Непот также получил звание цезаря. Из-за приближающейся зимы порты были закрыты, вследствие чего Непоту пришлось отложить кампанию до весны. Для Льва Непот был хорошим выбором: как и в случае назначения Антемия, таким образом восточный император мог не только избавиться от возможного соперника, но и восстановить свою власть над Западом. Тем временем Глицерий лишился поддержки Гундобада; когда в июне 474 года Непот высадился в Остии, Глицерий сдался без боя. Непот сохранил ему жизнь и назначил его епископом Салоны.

### Правление

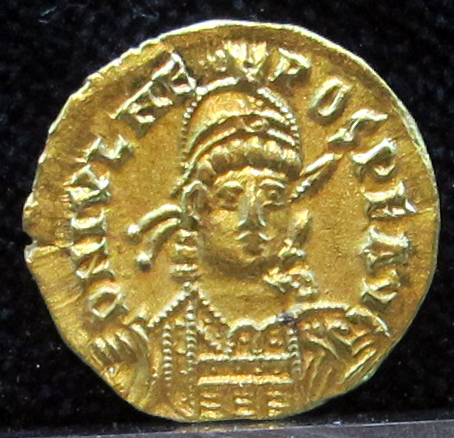
Солид императора Юлия Непота, отчеканенный в Равенне, 474—475 годы

Мало известно о кратком правлении Непота. Назначенный им префект Рима, Касталий Иннокентий Авдакс, восстановил некоторые постройки, пострадавшие от разграбления города. Большинство солидов Непота выпускалось в Медиолане; эта чеканка должна была покрыть военные расходы. В то же время Рим и Равенна в основном производили триенсы, предназначавшиеся для выплаты зарплат чиновникам и придворным.
Далмация при Непоте вернулась в состав Западной Римской империи. Вместе с тем вестготы короля Эвриха объявили об окончательной независимости от Рима. Для борьбы с ними император возвёл в достоинство военного магистра Экдиция Авита, который на протяжении долгого времени успешно оборонял от вестготов область Арвернию и город Августонемет — единственную оставшуюся римскую территорию в Галлии. Тем не менее, вскоре Непот пошёл на заключение мира с вестготами. Он поручил переговоры епископу Тицина Епифанию, а когда это посольство потерпело неудачу, император отправил к варварам четырёх галльских епископов — Леонтия Арелатского, Грека Массалийского, Фауста Регийского и Василия Аквенского. Они отдали вестготам Арвернию в обмен на область Провинцию, захваченную вестготами при Глицерии. Впрочем, после свержения Непота Эврих быстро вернул Провинцию под свой контроль. Также Непоту пришлось столкнуться с возобновившимся набегами вандалов. Пытаясь договориться об их прекращении, он признал завоевания вандалов в Африке, Сицилии, Сардинии, Корсике и Балеарских островах.

### Изгнание
После заключения мира с вестготами Экдиций, не согласный с императором по поводу его политики в Галлии, был заменён Флавием Орестом, бывшим нотарием гуннского царя Аттилы. По видимому, Оресту, вдобавок удостоенному ранга патриция, было приказано навести порядок в Италии. Но вскоре он поднял восстание и повёл свою армию на Равенну. Похоже, что римский сенат также встал на его сторону. 28 августа Непот покинул город и отплыл в Далмацию, а Орест провозгласил императором своего сына Ромула. Однако Непот не отрёкся от престола и продолжал признаваться законным императором в Суассонской области и Константинополе.
Год спустя Орест столкнулся с восстанием германских федератов, претендовавших на треть италийской земли. После его отказа выполнить это требование федераты провозгласили своим королём скира Одоакра. Орест потерпел поражение и был казнён Одоакром, в то время как Ромул был отправлен в ссылку в Кампанию. Вскоре Непот обратился к восточному императору Зенону, недавно победившему узурпатора Василиска. Напоминая Зенону о родстве, он просил войска и денежные средства для реставрации своей власти. Тогда же в Константинополь прибыли послы федератов, присягнувшие Зенону от имени Одоакра и просившие для последнего титулы римского патриция и наместника Италии.
Зенон не собирался поддерживать Непота, хотя и не мог полностью проигнорировать его из-за родственных связей. Упрекнув в неверности сенаторов, предавших Антемия и Непота, в конце концов он принял предложение Одоакра, с условием, что тот признает Непота формальным императором. Таким образом, хотя фактическая власть над Италией принадлежала Одоакру, императором Запада по-прежнему считался Непот, пребывавший в Далмации. В Медиолане и Равенне на протяжении 477—480 годов выпускались монеты с изображениями Непота и Зенона. В 477 году Зенон принял послов Суассонской области, настаивавших на полном восстановлении Непота, но отказался удовлетворить их запросы.

### Убийство
В 480 году Непот был убит комитами Виатором и Овидой в окрестностях Салоны на своей вилле, возможно, идентичной дворцу Диоклетиана. По словам Малха Филадельфийца, за его убийством стоял Глицерий. В качестве даты смерти Непота источники называют 25 апреля, 9 мая или 22 июня; при этом Ральф Мэзисен отдаёт предпочтение первой датировке, а Майкл Грант — второй. Скорее всего, Непот планировал вернуть себе полный контроль над Италией, тем самым вызвав недовольство Одоакра. Овида объявил себя правителем Далмации, но вскоре Одоакр под предлогом мести убийцам Непота вторгся в провинцию и присоединил её к своему королевству.

### Итоги правления
Непот пришёл на смену Антемию в качестве ставленника Восточной Римской империи. Но теперь ситуация изменилась, так как императорский венец потерял значимость из-за сдвига в структуре власти в пользу германских племён.
Император не сумел предотвратить потерю Галлии, последней из важных провинций, попавшую под контроль вестготов, бургундов и франков. Под властью римлян оставался только северо-запад провинции, управляемый Сиагрием, последним наместником Галлии, который был окончательно побеждён франками в 486 году.
Доверив неблагонадёжному Оресту важный титул военного магистра, Непот совершил большую ошибку, в итоге приведшую к его собственному падению. Насколько император интересовался своим троном, можно только догадываться, поскольку после свержения Ромула он не спешил возвращаться в Италию. Похоже, что его собственная сфера влияния в Далмации была для него более важной.
Поскольку Ромул не был признан Львом I или Зеноном, Непот продолжал считаться законным императором на Востоке. По отношению к нему восточный император Зенон поступил очень неоднозначно. Вероятно, тем самым он хотел обеспечить спокойствие на своих западных границах.
Остатки римской администрации продолжали функционировать и после смерти Непота. Чиновники теперь служили германским королям или церкви. В результате латинский язык сохранялся для управления и вопросов веры, но денежная экономика на Западе окончательно рухнула и была восстановлена только при франках в VIII веке. Из-за упадка дистанционной торговли бывшие провинции со своими новыми правителями отныне развивались независимо друг от друга.
Хотя германские короли Италии номинально находились под суверенитетом Константинополя, впоследствии они стали проводить независимую политику, что побудило восточных императоров расширить область своего правления. Эту идею наиболее последовательно воплощал Юстиниан, который вернул значительную часть Запада. Тем не менее, эти завоевания были снова потеряны при его преемниках, и старая имперская идея больше не была принята в её классической версии.